# Ane Santesteban
Ane Santesteban González (ur. 12 grudnia 1990 roku w Errienteria) – hiszpańska kolarka, uczestniczka igrzysk olimpijskich w Rio de Janeiro (2016). 

## Igrzyska olimpijskie
Wzięła udział w wyścigu ze startu wspólnego podczas igrzysk w Rio de Janeiro. Uzyskała czas 4:02:59, zajmując 47. miejsce w końcowej tabeli. 